# Кумаи, Кэй
Кэй Кумаи (яп. 熊井啓 Кумаи Кэй, англ. Kei Kumai; 1 июня 1930, г. Тоёсина (часть совр. г. Адзумино), уезд Минамиадзуми, префектура Нагано, Японская империя — 23 мая 2007, Токио, Япония) — японский кинорежиссёр, получивший мировое признание благодаря своим сильным драматическим фильмам, многие из которых основаны на спорных темах, освящённых с редкой прямотой, и касались социальных вопросов японского общества.

## Биография

### Ранние годы
Кумаи заинтересовался кинематографом, ещё учась в Высшей школе города Мацумото, начиная с 1948 года. Вскоре эта школа была преобразована в университет Синсю, где Кумаи продолжил обучение на факультете общественных наук. Был председателем университетского киноклуба «Киноассоциация Мацумото» («Мацумото эйга-но кай») и однажды познакомился с пришедшим к ним в гости режиссёром Хидэо Сэкигава. Сэкигава, снимавший тогда один из самых социально острых фильмов тех лет «Дети смешанной крови», пригласил Кэя Кумаи, выпускника с дипломом литературоведа, к себе в ассистенты, тем самым открыв ему путь в кинематограф.
Сэкигава придерживался коммунистических взглядов, работал в «независимом» кинематографе. Кумаи также склонялся к марксистско-ленинской платформе, хотя в партию и не вступал. Кумаи проработал с Сэкигавой на двух независимых от больших студий проектах: «Дети смешанной крови» и «Хиросима» (оба фильма 1953 года). В 1954 году Кумаи трудоустроился во вновь открытую после двадцатилетнего перерыва кинокомпанию «Никкацу» в надежде на самостоятельную работу в качестве режиссёра-постановщика. Однако, как это было принято на всех японских студиях, новичку не сразу дали режиссёрское кресло. Ему пришлось в течение десяти лет стажироваться в качестве помощника режиссёра, прежде чем получить право на дебют в режиссуре. Он был ассистентом у таких мэтров режиссуры, как Томотака Тадзака, Сэйдзи Хисамацу, Ютака Абэ и других. В 1959 году он начинает писать сценарии. До его режиссёрского дебюта в 1964 году по его сценариям было снято 15 фильмов.

### Режиссёрская карьера
Его дебютной работой в режиссуре стала кинолента «Инцидент в банке Тэйгин. Смертник» (1964), поставленная по документальной повести Такэо Янагавы «Алиби». Первые фильмы Кумаи были триллерами, в которых детективные расследования использованы в качестве средства для изучения наследия японской военной агрессии в годы Второй мировой войны и поражения в этой войне, от которого ещё долгие годы приходило в себя японское общество. Кинолента «Инцидент в банке Тэйгин. Смертник» основана на реальной истории о пресловутом массовом отравлении сотрудников провинциального банка Тэйгин, совершённом в 1948 году. Преступник при этом совершил ограбление банка. Впоследствии власти инициировали судебный процесс, обвинив невиновного человека. Социальный подтекст всего происходящего на экране в том, что властям необходимо было любыми средствами бросить тень на левые партии, ибо невинно обвинённый — коммунист. В следующей работе Кумаи «Японский архипелаг» (1965) режиссёр касается ощутимых и болезненных следов послевоенного оккупационного режима, ибо в фильме расследуются преступления, в которых замешаны американские военнослужащие. Успех фильма был исключительным, и Кумаи получил специальную награду Ассоциации кинорежиссёров Японии, присуждаемую начинающему режиссёру. Несмотря на успех картины, боссы кинокомпании «Никкацу», напуганные явным антиамериканизмом ленты, шедшим вразрез с официальным правительственным курсом, не спешили давать режиссёру следующую постановку. Кумаи вновь начал писать сценарии и всерьёз задумывался покинуть студию.
В этот момент ему пришло приглашение от двух звёзд японского кинематографа Тосиро Мифунэ и Юдзиро Исихары, имевших к тому времени свои собственные небольшие кинокомпании: «Мифунэ-про» и «Исихара-про». Они предложили молодому режиссёру постановку фильма «Солнце над Куробэ» (1968). Съёмки этого масштабного проекта, посвящённого строительству большой дамбы в японских Альпах были готовы поддержать несколько энергетических компаний и строительных фирм, стремившихся таким путём сделать себе рекламу. Фильм имел огромный успех у массового зрителя в Японии, однако и недовольных этой постановкой было не меньше. Критики обвинили продюсеров, а заодно и режиссёра в заказной постановке во славу финансовых корпораций, а один из продюсеров и исполнитель главной роли Юдзиро Исихара, обидевшись, и на критиков, и на постановщика, впоследствии всячески препятствовал показу киноленты как в кинопрокате, так и выпуску её на телеэкраны и в видеопрокате. В результате его действий кинокартина «Солнце над Куробэ» была показана японским кинозрителям лишь в первый год проката, а далее легла на полку. Запрет на её показ был снят только после смерти Исихары в 1987 году.
Успешный прокат киноленты «Солнце над Куробэ» повысил акции молодого режиссёра в глазах предпринимателей от кино, готовых вложиться в его дальнейшие проекты. Боссы кинокомпании «Никкацу», в которой он всё ещё продолжал официально числиться в штатных работниках, предлагали ему постановку любого проекта на выбор. Однако нападки левой критики и скандал с Юдзиро Исихарой ввели Кумаи в депрессивное состояние и он покинул кинокомпанию «Никкацу» в 1969 году. Своей следующей постановкой (фильм был снят на деньги независимой компании «Эруфу-про» и Гильдии художественных театров — ATG), экранизацией повести Мицухару Иноуэ «Земное стадо» (1970) Кумаи стремился реабилитировать себя в глазах прогрессивной общественности. В этом фильме режиссёр предпринял попытку социально-философского осмысления трагедии Хиросимы и Нагасаки, одновременно вскрывая глубочайшие язвы японского общества, где жертвы атомных бомбардировок стали социальными изгоями.
В 1972 году Кумаи снял один из лучших своих фильмов «Синобугава» (экранизация повести Тэцуо Миуры «Река терпения»). Фильм был назван лучшим фильмом года на церемониях вручения призов престижнейших японских кинопремий «Кинэма Дзюмпо» и «Майнити». Снятая в жанре мелодрамы, эта кинолента, являет собой тонкое изучение взаимосвязи между парой разочарованных молодых людей, чья взаимная привязанность даёт им силы перед превратностями жизни. Этот фильм, как и последующие три его работы, Кумаи снял в кинокомпании «Хайюдза эйга хосо», дочернем предприятии знаменитого театра «Хайюдза» (прокатом занималась более влиятельная корпорация «Тохо»). «Синобугаву», как и «Солнце над Куробэ», ожидал необычайный кассовый успех, немаловажным фактором которого стало участие актрисы Комаки Курихары, впоследствии полюбившейся и кинозрителям в СССР. Кинолента была закуплена для проката в Советском Союзе и демонстрировалась у нас с 1974 года под названием «Трудная любовь».
Романтические интонации, присущие «Синобугаве» можно проследить и в последующих работах Кумаи «Песнь утренней зари» (1973, с участием популярного Тацуя Накадай) и «Мыс на севере» (1976, в котором снялась звезда «французской новой волны» актриса Клод Жад), однако в обоих лентах красота природы и туристические изыски заслоняют любовные истории.
Его следующей громкой работой стал фильм «Сандакан, публичный дом № 8» (1974), снятый по документальной повести Акико Ямадзаки (в советском кинопрокате фильм демонстрировался с 1979 года под названием «Тоска по родине»). Главные роли в фильме исполнили актрисы Комаки Курихара и Кинуё Танака, национальная гордость японцев, получившая за эту роль ряд наград, в том числе и «Серебряного медведя» Берлинского кинофестиваля. Кинолента была удостоена Главного приза Азиатско-Тихоокеанского кинофестиваля, приза OCIC Award 25-го МКФ в Западном Берлине и названа лучшим фильмом года на церемонии вручения кинопремий журнала «Кинэма Дзюмпо». В этом драматическом фильме были отброшены табу на освещение темы о караюки-сан — японских женщинах, проданных в начале XX века в публичные дома островов Юго-Восточной Азии.
Впоследствии Кумаи тяготел к эпическим фильмам, снятым чаще всего на историческом материале. В костюмной драме «Госпожа О-Гин» (1978) рассказывается о событиях XVI века, когда военачальник Тоётоми Хидэёси, объединивший под своим началом всю страну издал указ 1587 года о запрещении христианства и изгнании иезуитов из страны. В этом фильме у Кумаи снялись два излюбленных актёра Акиры Куросавы Тосиро Мифунэ и Такаси Симура. Кинолента «Черепичные крыши эпохи Тэмпё» (1980) стала первым японским фильмом, снятым в послевоенном Китае.
К лучшим работам режиссёра периода 1980-х годов относятся кинофильмы «Море и яд» (1986) и «Смерть мастера чайной церемонии» (1989). В киноленте «Море и яд», основанной на романе Сюсаку Эндо, рассказывалось о японских медиках, причастных к вивисекции американских военнопленных в годы Второй мировой войны. Честное признание режиссёра о преступлениях военных лет достойно уважения для представителя страны, склонной игнорировать, а не переосмысливать свою историю. Фильм был удостоен специального приза жюри 37-го международного кинофестиваля в Западном Берлине (1987), а также национальных кинопремий «Кинэма Дзюмпо», «Голубая лента» и «Майнити». В киноленте «Смерть мастера чайной церемонии» Кумаи вернулся к тематике своего предыдущего фильма «Госпожа О-Гин», пригласив в проект даже того же актёра Тосиро Мифунэ и картина имела определённый успех на фестивальных орбитах (среди прочего отмеченная премией «Серебряный лев» 46-го Венецианского кинофестиваля), но к сожалению в том же году вышла кинолента «Рикю» Хироси Тэсигахары, основанная на том же материале, имевшая больший фурор в мировом прокате и отмеченная Главным призом Монреальского кинофестиваля.
В кинокартине «Люминесцентный мох» (1992, номинация на «Золотого медведя» Берлинского кинофестиваля) действие развивается в годы Второй мировой войны на острове Хоккайдо, где трое спасшихся после кораблекрушения моряков грузового судна прибегают к каннибализму. В дальнейшем снял интересные драматические фильмы: «Глубокая река» (1995, по роману Сюсаку Эндо) — о группе японских туристов, пытавшихся найти смысл жизни во время поездки в Индию; в киноленте «Любить» (1997) подвергаются остракизму страдающие от проказы, однако мелодраматические приёмы режиссёра несколько претенциозны; «Чёрное лето Японии: Ложное обвинение» (2001) — захватывающая история о человеке, ошибочно обвинённом в совершении теракта в провинциальном городке Мацумото; на самом деле виновником происшедшего была организация Аум-Синрикё, репетировавшая свою последующую атаку в токийском метро. Режиссёр продемонстрировал в этой картине тонкость, сострадание и справедливость, которые были отличительными чертами лучших работ Кумаи.
Его последняя работа «Лишь море знает» (вариант перевода названия — «Морские стражи», 2002), снята по нереализованному сценарию Акиры Куросавы. В этой киноленте показана жизнь борделя XIX века, но то что мы увидели на экране, показалось несколько схематичным и сентиментальным, по сравнению с лучшими образцами гуманистического творчества Кумаи и Куросавы.
В 1995-м году за заслуги в области культуры и искусства Кумаи был удостоен японским правительством Медали Почёта с пурпурной лентой.
Фильмы Кумаи были показаны на многих фестивалях в Японии и по всему миру, но особо тесная связь была у него с Берлинским международным кинофестивалем, где его фильмы шесть раз демонстрировались в основном конкурсе. В 2001 году, в знак признания заслуг мастера, жюри Берлинского кинофестиваля наградило его Почетным призом Berlinale Camera Award за достижения в карьере.
В 2003 году Кумаи был награждён Орденом Восходящего Солнца 4 степени.
Кэй Кумаи скончался в 2007 году в возрасте 76 лет от кровоизлияния в мозг, оставив после себя жену Акико и дочь Ми Амано.

## Фильмография
| Фильмография Кэя Кумаи | Фильмография Кэя Кумаи                                             | Фильмография Кэя Кумаи        | Фильмография Кэя Кумаи                      | Фильмография Кэя Кумаи                                                      | Фильмография Кэя Кумаи                                                          |
| Год                    | Русское название                                                   | Японское название             | Транслитерация                              | Английское название в международном прокате                                 | Кинокомпания                                                                    |
| ---------------------- | ------------------------------------------------------------------ | ----------------------------- | ------------------------------------------- | --------------------------------------------------------------------------- | ------------------------------------------------------------------------------- |
| 1960-е годы            |                                                                    |                               |                                             |                                                                             |                                                                                 |
| 1964                   | «Инцидент в банке Тэйгин. Смертник»                                | 帝銀事件 死刑囚               | Тэйгин дзикэн. Сикэйсю                      | The Long Death (lit. Imperial Bank Incident: Condemned Criminal)            | «Никкацу»                                                                       |
| 1965                   | «Японский архипелаг»                                               | 日本列島                      | Нихон рэтто                                 | Japanese Archipelago / Chain of Islands                                     | «Никкацу»                                                                       |
| 1968                   | «Солнце над Куробэ»                                                | 黒部の太陽                    | Куробэ-но тайё                              | Kurobe Dam / Sun over the Kurobe Dam (lit.) / A Tunnel to the Sun           | «Мифунэ-про», «Исихара-про», прокат — «Никкацу»                                 |
| 1970-е годы            |                                                                    |                               |                                             |                                                                             |                                                                                 |
| 1970                   | «Земное стадо»                                                     | 地の群れ                      | Ти-но мурэ                                  | Crowds of the Earth / Apart from Life                                       | «Эруфу-про», ATG, прокат — ATG                                                  |
| 1972                   | «Синобугава» (в советском прокате — «Трудная любовь»)              | 忍ぶ川                        | Синобугава                                  | The Long Darkness / Shinobugawa                                             | «Тохо», «Хайюдза эйга хосо», прокат — «Тохо»                                    |
| 1973                   | «Песнь утренней зари»                                              | 朝やけの詩                    | Асаякэ-но си                                | Rise, Fair Sun (lit. Song of Sunrise)                                       | «Тохо», «Хайюдза эйга хосо», прокат — «Тохо»                                    |
| 1974                   | «Сандакан, публичный дом № 8» (в прокате СССР — «Тоска по родине») | サンダカン八番娼館 望郷       | Сандакан. Хатибаммэ Сёкан. Бокё             | Sandakan 8 (lit. Sandakan 8 Brothel: Memories of Home)                      | «Тохо», «Хайюдза эйга хосо», прокат — «Тохо»                                    |
| 1976                   | «Мыс на севере»                                                    | 北の岬                        | Кита-но мисаки                              | The North Cape                                                              | «Тохо», «Хайюдза эйга хосо», прокат — «Тохо»                                    |
| 1978                   | «Госпожа О-Гин»                                                    | お吟さま                      | О-Гин — сама                                | Love and Faith / The Love and Faith of Ogin (lit. Lady Ogin)                | «Такарадзука эйга», прокат — «Тохо»                                             |
| 1980-е годы            |                                                                    |                               |                                             |                                                                             |                                                                                 |
| 1980                   | «Черепичные крыши эпохи Тэмпё»                                     | 天平の甍                      | Тэмпё-но ирака                              | An Ocean to Cross (lit. Tiled Roofs of Tenpyo)                              | Комитет по производству фильма «Тэмпё-но ирака», прокат — «Тохо»                |
| 1981                   | «Горячие деньки Японии. Предумышленное убийство — случай Симояма»  | 日本の熱い日々 謀殺・下山事件 | Нихон-но ацуй хиби. Босацу — симояма дзикэн | Willful Murder (lit. Hot Days in Japan: Willful Murder: Shimoyama Incident) | «Сётику», «Хайюдза эйга хосо», прокат — «Сётику»                                |
| 1986                   | «Море и яд»                                                        | 海と毒薬                      | Уми то докуяку                              | The Sea and Poison                                                          | Комитет по производству фильма «Уми то докуяку»                                 |
| 1989                   | «Смерть мастера чайной церемонии»                                  | 千利休 本覺坊遺文             | Сэн-но рикю: Хонкакубо ибун                 | Death of a Tea Master (lit. Sen no Rikyu: Testament of Honkakubo)           | «Сейю-про», «Тохо», прокат — «Тохо»                                             |
| 1990-е годы            |                                                                    |                               |                                             |                                                                             |                                                                                 |
| 1990                   | «Повесть о Сикибу»                                                 | 式部物語                      | Сикибу моногатари                           | Mount Aso’s Passion / Tale of Shikibu (lit.)                                | «Сейю-про», прокат — «Тохо»                                                     |
| 1992                   | «Люминесцентный мох»                                               | ひかりごけ                    | Хикаригокэ                                  | Luminous Moss                                                               | Film Crescent, Neo Life                                                         |
| 1995                   | «Глубокая река»                                                    | 深い河                        | Фукаи кава                                  | Deep River                                                                  | Комитет по производству фильма «Фукаи кава», прокат — «Тохо»                    |
| 1997                   | «Любить»                                                           | 愛する                        | Айсуру                                      | To Love                                                                     | «Никкацу»                                                                       |
| 2000-е годы            |                                                                    |                               |                                             |                                                                             |                                                                                 |
| 2001                   | «Чёрное лето Японии: Ложное обвинение»                             | 日本の黒い夏 冤罪             | Нихон но курой нацу: эндзай                 | Darkness in the Light (lit. Japans’s Black Summer: False Accusation)        | «Никкацу»                                                                       |
| 2002                   | «Лишь море знает» («Морские стражи»)                               | 海は見ていた                  | Уми ва митэйта                              | The Sea Is Watching                                                         | Комитет по производству фильма «Уми ва митэйта», Sony Corp., прокат — «Никкацу» |

## Комментарии
1. ↑  В советском прокате фильм демонстрировался с декабря 1974 года, р/у Госкино СССР № 2186/74 (до 24 июня 1981 года) — опубликовано: «Аннотированный каталог фильмов действующего фонда: Зарубежные художественные фильмы», В/О «Союзинформкино» Гл. упр. кинофикации и кинопроката Госкино СССР, М.-1980, С. 233.
2. ↑  В советском прокате фильм демонстрировался с ноября 1979 года, р/у Госкино СССР № 2002/79 (до 5 января 1986 года) — опубликовано: «Аннотированный каталог фильмов действующего фонда: Зарубежные художественные фильмы», В/О «Союзинформкино» Гл. упр. кинофикации и кинопроката Госкино СССР, М.-1980, С. 228.